# Johnny Simmons
Johnny James Simmons (Montgomery (Alabama), 28 november 1986) is een Amerikaans acteur. 

## Biografie
Simmons werd geboren in Montgomery (Alabama) en groeide op in Dallas (Texas), waar hij de high school doorliep aan de W. T. White High School. 
Simmons begon in 2004 met acteren in de korte film Then Hereafter, waarna hij nog meerdere rollen speelde in films en televisieseries. 

## Filmografie

### Films
Uitgezonderd korte films.
- 2016 The Late Bloomer - als Peter Newmans
- 2016 The Phenom - als Hopper Gibson
- 2016 Dreamland - als Monty
- 2016 Transpecos - als Benjamin Davis
- 2015 Frank and Cindy - als GJ
- 2015 The Stanford Prison Experiment - als Jeff Jansen / 1037
- 2013 The To Do List - als Cameron
- 2013 Blink - als Dodge
- 2012 The Perks of Being a Wallflower - als Brad
- 2012 21 Jump Street - als Billiam Willingham
- 2011 Cinema Verite - als Kevin Loud
- 2011 A Bag of Hammers - als Kelsey (18 jaar)
- 2010 The Conspirator - als John Surratt
- 2010 Scott Pilgrim vs. the World - als Young Neil
- 2009 Jennifer's Body - als Chip
- 2009 The Greatest - als Ryan Brewer
- 2009 Hotel for Dogs - als Dave
- 2008 The Spirit - als de Spirit
- 2008 Trucker - als tiener
- 2007 Boogeyman 2 - als Paul
- 2007 Evan Almighty - als Dylan Baxter

### Televisieseries
Uitgezonderd eenmalige gastrollen.
- 2023 Scott Pilgrim Takes Off - als jonge Neil - 8 afl.
- 2017 Girlboss - als Shane - 13 afl.
- 2014 Klondike - als Jack London - 6 afl.

- Biblioteca Nacional de España: XX4929896
- Bibliothèque nationale de France: cb16198634x (data)
- International Standard Name Identifier: 0000 0001 1780 7087
- Library of Congress Control Number: no2009133703
- Nederlandse Thesaurus van Auteursnamen: 406636389
- Istituto Centrale per il Catalogo Unico: RAVV568273
- SNAC: w6tm7s9p
- Virtual International Authority File: 120199437
- WorldCat: E39PBJvHdtxcBvyjGfyXBbYMfq